# بوريس باندوف
بوريس باندوف (بالإنجليزية: Boris Bandov)‏ مواليد 23 نوفمبر 1953 في ليفنو، جمهورية يوغوسلافيا الاشتراكية الاتحادية، هو لاعب كرة قدم بوسني سابق كان يلعب كمدافع.

## المسيرة الاحترافية

### أندية لعب لها
- نيويورك كوسموس (1970–85)

## روابط خارجية
- بوريس باندوف على موقع الاتحاد الدولي (مؤرشف)  (الإنجليزية)
- بوريس باندوف على موقع قاعدة بيانات كرة القدم.إي يو (الإنجليزية)
- بوريس باندوف على موقع ناشيونال فوتبول تيمز (الإنجليزية)